# Judith Jarvis Thomson
Judith Jarvis Thomson (* 4. Oktober 1929 in New York City; † 20. November 2020 in Cambridge, Massachusetts) war eine US-amerikanische Philosophin und Professorin für Philosophie am Massachusetts Institute of Technology (MIT), die sich vor allem als Moralphilosophin und Metaphysikerin einen Namen gemacht hat.

## Leben
Thomson besuchte die Hunter College Hight School in New York und arbeitete später meist am MIT. Bekannt wurde sie vor allem für ihre originelle Verteidigung der Abtreibung und für ihre Diskussion des Trolley-Problems. Ebenfalls von Bedeutung für die philosophische Debatte waren ihre Beiträge in der theoretischen Auseinandersetzung mit moralischen Rechten.
Ihre philosophischen Beiträge sind unter anderem den Bereichen Handlungstheorie, normativen Ethik, Metaethik oder der Diskussion um die personale Identität zuzurechnen.
1989 wurde sie in die American Academy of Arts and Sciences gewählt, 2016 zum auswärtigen Mitglied der British Academy und 2019 in die American Philosophical Society. Thomson starb im November 2020 im Alter von 91 Jahren.

## Schriften (Auswahl)
Aufsätze
- A Defense of Abortion. In: Philosophy and Public Affairs, Bd. 1 (1971), ISSN 0048-3915
- The Time of a Killing. In: The Journal of Philosophy, Bd. 68 (1971), Heft 5, S. 115–132, ISSN 0022-362X
- Killing, Letting Die, and the Trolley Problem. In: The Monist, Bd. 59 (1976), Heft 2, S. 204–217, ISSN 0026-9662
- Self-Defense. In: Philosophy and Public Affairs, Bd. 20 (1991), Heft 4, S. 283–310, ISSN 0048-3915
- On Some Ways in Which a Thing Can Be Good. In: Social Philosophy and Policy, Bd. 9 (1992), Heft 2, S. 96–117, ISSN 0265-0525
- People and their Bodies. In: Jonathan Dancy (Hrsg.): Reading Parfit. Blackwell, Oxford 1997, S. 202–229, ISBN 0-631-16871-0

Bücher
- Acts and Other Events. Cornell University Press, Ithaca 1977, ISBN 0-8014-1050-9 (Contemporary Philosophy)
- The Realm of Rights. Harvard University Press, Cambridge, Mass. 1990, ISBN 0-674-74948-0.
- zusammen mit Gilbert Harman: Moral Relativism and Moral Objectivity. Blackwell, Cambridge 1996, ISBN 0-631-19209-3.
- Goodness and Advice. Princeton University Press, Princeton, N.J. 2001, ISBN 0-691-11473-0.